# Villefontaine
Villefontaine – miejscowość i gmina we Francji, w regionie Owernia-Rodan-Alpy, w departamencie Isère.
Według danych na rok 1990 gminę zamieszkiwało 16 171 osób, a gęstość zaludnienia wynosiła 1390 osób/km² (wśród 2880 gmin regionu Rodan-Alpy Villefontaine plasuje się na 44. miejscu pod względem liczby ludności, natomiast pod względem powierzchni na miejscu 1001.).